# Pteredoa nigropuncta
Pteredoa nigropuncta är en fjärilsart som beskrevs av Erich Martin Hering 1926. Pteredoa nigropuncta ingår i släktet Pteredoa och familjen tofsspinnare. Inga underarter finns listade.